# (11537) Guericke
(11537) Guericke est un astéroïde de la ceinture principale.

## Description
(11537) Guericke est un astéroïde de la ceinture principale. Il fut découvert le 29 avril 1992 à Tautenburg par Freimut Börngen. Il présente une orbite caractérisée par un demi-grand axe de 2,19 UA, une excentricité de 0,14 et une inclinaison de 5,0° par rapport à l'écliptique.

## Compléments